# Demonax delectus
Demonax delectus är en skalbaggsart som beskrevs av Charles Joseph Gahan 1907. Demonax delectus ingår i släktet Demonax och familjen långhorningar. Inga underarter finns listade i Catalogue of Life.